# Clavulina ornatipes
Clavulina ornatipes é uma espécie de fungo pertencente à família Clavulinaceae.